# 학력
학력(學歷)은  학력(學力) 즉 교육을 통하여 얻는 지식이나 기술 따위의 능력을 학업하여 학교를 다닌 경력이다. 동일한 종류의 학교를 다녔더라도 학교 평판에 의해 달라질 수 있는 학벌과는 다른 개념이다.

## 경력과의 관계
학력은 보다 깊이있는 경력을 쌓기 위한 기본적이고 사전적인 기술의 학습과정이라는 점에서 뿐만아니라 자격시험과 함께 경력을 체계적으로 수립할수있는 개인적인 수단이라는 점에서 직업을 선택하는데있어서와 마찬가지로 인생을 설계하는데있어서 매우 중요한 장치로 인식할 필요성이 있다.

## 학력의 영향
미국에서는 부모의 학력에 따라 같은 과정을 밟는 대학생의 성취와 행동에 차이가 있어 대학진학 첫 세대 대학생(First-generation college students)에 대한 배려가 많이 이뤄진다. 대한민국에서는 이에 대해 관심이 적지만, 대한민국의 대학생도 대학 진학 첫세대의 경우 공부의욕이 떨어지는 경우가 있다고 지적되고 있다.

## 같이 보기
- 자격시험
- 학위

## 참고
1. ↑  (우리말샘)학력(學歷) 및 학력(學力)
2. ↑  https://www.kci.go.kr/kciportal/ci/sereArticleSearch/ciSereArtiView.kci?sereArticleSearchBean.artiId=ART001454490